# Кобринское княжество
Ко́бринское кня́жество — удельное западнорусское княжество с центром в Кобрине, существовавшее с 1404 по 1519 год. Владение князей Кобринских из династии Гедиминовичей.

## Предыстория

### Волынское княжество
Со времени первого упоминания Кобринская земля находилась во владении волынских князей. Впервые город Кобрин упоминается в Ипатьевской летописи под 1287 годом, когда волынский князь Владимир Василькович завещал город своей жене Ольге Романовне:
Въ имѧ Ѡц҃а и Сн҃а и Стго Дх҃а млт҃вами ст҃ыа . Бц҃а . и прис̑дв҃ца Мр҃ьӕ . ст҃хъ анг҃глъ . Се ӕзъ кнѧзь Володимѣръ сн҃ъ Василковъ . вноукъ Романовъ . пишоу грамотоу . далъ есмь кнѧгинѣ своеи . по своемь животѣ . городъ свои Кобрынь . и с людми и з данью . како при мнѣ даӕли тако и по мнѣ . ать дають кнѧгинѣ моеи . иже далъ есмь . еи село своё Городелъ . и с мытом̑ а людье како то на мѧ страдалѣ тако и на кнѧгиню мою . по моемь животѣ . аже боудеть кнѧзю городъ роубити…

### Борьба за Волынь
В начале XIV века Галицко-Волынское княжество пришло в упадок. После смерти монарха Юрия-Болеслава Тройденовича на княжество стал претендовать Любарт Гедиминович, поскольку его жена была двоюродной сестрой умершего.
Конкуренцию Любарту составил польский король Казимир III, захвативший в 1349 году города Львов, Галич, Владимир-Волынский, Берестье и потеснивший Любарта с Волыни. В результате двух польско-литовских войн, в 1366 году Казимир был вынужден отречься от большей части своих приобретений, а про Кобрин написал, что он с окрестностями принадлежит великому князю литовскому Ольгерду. От Ольгерда город перешёл к его сыну Фёдору.

### Фёдор Ратненский
После смерти отца в 1377 году Фёдор, не пожелав признать сюзереном своего сводного брата Ягайло, добровольно принял ленную присягу Людовику Великому — королю Венгрии и Польши. Этот факт указывает на то, что Фёдор Ольгердович (прозванный Ратненским) владел своим уделом (городами Ратно, Любомль, Кошерск и близлежащими территориями) независимо от волынского князя Фёдора Любартовича. 23 октября 1386 Фёдор Ольгердович всё же принёс присягу Ягайло. Имел троих сыновей: Романа, Юрия (Гурку) Красниченского и Сангушко — которые и поделили отцовский удел. Князем Кобринским стал Роман Фёдорович.

## Кобринское княжество

### Роман Фёдорович

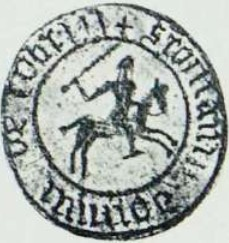
Печать князя Романа Фёдоровича

Роман Фёдорович (ок. 1394 — после 1416) впервые упоминается под 1387 годом как князь Кобрина. Этот год принято считать годом возникновения династии кобринских князей. В 1404 году великий князь Витовт подтвердил права Романа на Кобрин, а также Хрущев, Прохов, Несухойжи и Милановичи. В 1411—1416 годах Роман находился при дворе короля, после 1416 года его имя в источниках не упоминается.

### Семён Романович
После смерти Романа князем Кобринским стал его сын Семён Романович (ок. 1400— ок. 1460; точно после 1455). Во время гражданской войны в Великом княжестве Литовском 1431—1435 годов Роман одним из первых выступил на стороне Свидригайлы, однако в битве с королевским воеводой Гритько Кирдиевичем был разгромлен. За поддержку Свидригайла был лишён Ратно. Роман был женат на Юлиане (Ульяне) (ум. ок. 1494) — дочери Семёна Ивановича Гольшанского по прозвищу Лютый.

### Иван Семёнович
Последним мужским представителем княжеской династии был сын Семёна Романовича Иван (ок. 1430 — после 1491). Иван Семёнович вместе со своей женой Федорой (дочерью Ивана Рогатинского) много жертвовали на строительство и обеспечение церквей и монастырей. На их деньги были построены церковь в Добучине (Пружаны), а также Спасский монастырь в Кобрине, в котором они и были похоронены. Иван Семёнович умер бездетным.

### Федора Ивановна
После смерти Ивана Семёновича великий князь Александр подтвердил право Федоры на владение третью княжества. В 1492 году она вышла замуж за Юрия Пацовича (ум. 1506). После смерти мужа Федоре пришлось судиться за право владения княжеством. В 1508 году Федора перекрестилась в католичество (взяла имя Софья) и вышла замуж за воеводу виленского и канцлера великого литовского Николая Радзивилла (ок. 1440 — 1512). Федора умерла в 1512 году, пережив и второго мужа.

### Анна Семёновна
Последней правительницей княжества была дочь Семёна Романовича Анна. В 1481 году на её свадьбе с князем Фёдором Ивановичем Бельским было совершено покушение на великого князя литовского Казимира. После неудачного покушения Бельский был вынужден бежать в Москву. Анна не смогла добиться разрешения выехать к нему и после 1495 года была выдана замуж за Вацлава Станиславовича Костевича. После смерти Анны в 1518 году Костевичу великим князем Сигизмундом I Старым было передано пожизненное право владеть землями жены на правах аренды. Кобрин с прилегающими землями становился староством, административно подчинённым великому князю, от имени которого и правил Костевич.
После смерти Костевича в 1532 году староство было передано во владение супруге великого князя Боне Сфорце. По мнению Л. Войтовича, то, что княжество стало вымороком, свидетельствует о том, что Сангушки не были потомками (и, соответственно, наследниками) Фёдора Ольгердовича.